# Parafia Matki Bożej Fatimskiej w Hucie Nowej
Parafia Matki Bożej Fatimskiej w Hucie Nowej – parafia rzymskokatolicka, znajdująca się w diecezji kieleckiej, w dekanacie daleszyckim.